# Особая кавалерийская дивизия
Особая кавалерийская дивизия им. Сталина, воинское соединение Вооружённых Сил СССР. Создана в Москве на базе Особой кавалерийской бригады им. Сталина РККА в ноябре 1935 года. Участия в боевых действиях не принимала. В июне 1938 года переименована в 36-ю кавалерийскую дивизию. Подразделения и части дивизии дислоцировались в Москве, в Октябрьских казармах.

## История дивизии
Дивизия сформирована в 1935 году на базе Особой кавалерийской бригады им. Сталина, берущей свое начало в июне 1920 года от кавалерийской бригады Особого назначения при РВС 1-й конной армии, которая образовалась из 1-го полка Особого назначения, сибирского кавполка (2-й Особый кавполк) и Отдельной конной батареи в г. Бердичеве.
Приказом РВС СССР № 240 от 18 февраля 1924 года Отдельная кавалерийская бригада Московского военного округа переименована в 1-ю Особую кавалерийскую бригаду. 13 мая 1930 года 1-я Особая кавалерийская бригада и 21-й конно-артиллерийский дивизион награждены орденом Красного Знамени. 27 февраля 1935 года в связи с пятнадцатилетием 1-й Конной армии 1-я Особая кавалерийская бригада награждена орденом Ленина.
В 1938 году Особая кавалерийская дивизия им. Сталина из Москвы была передислоцирована в город Борисов (Белорусского особого военного округа), и приведена к единой системе нумерации конницы РККА, получив номер 36, максимальный из занятых до войны, став таким образом замыкающей в системе нумерации.

## Командный состав дивизии
- Курочкин Павел Алексеевич, комбриг - с 3.02.1935 по 11.1936 года